# Legyezőboltozat
A legyezőboltozat (tölcsérboltozat) a késő angol gótika jellemző, dekoratív boltozattípusa.
Ez a bordás boltozat lényegében olyan csillagboltozat, amit a támaszokból sugarasan szétágazó, azonos profilú bordák tagolnak. A bordák közeit szétnyitott legyezőre emlékeztető
vakkőrácsok töltik ki.

## Külső hivatkozások
- oszk.hu: terminológia – PDF, ábrákkal
- BME, Épületszerkezet Tanszék: Boltozatok – PDF, ábrákkal